# Chinantec
Chinantec (Chinanteco, Chinanteca; Činantek) /sami sebe nazivaju tsa ju jmí' = "gente de palabra antigua"; ili narod stare riječi (jezika)/, indijanski narod porodice Chinantecan n naseljen na sjeverozapadu Oaxace i susjednoj Puebli u južnom Meksiku. Zemlja Chinanteca planinski je kraj u kojem ih živi oko 150,000 u kasnom 20.-tom stoljeću, baveći se pretežno uzgajanjem kukuruza, graha, yama i drugih kultura. Uz poljoprivredu kod njih je zastupljeno i sakupljanje divljeg voća i uzgojem domaćih životinja zbog mesa. -Kuće Chinanteca su bezprozorne kolibe od trupaca zabijenih okomito u tlo i prekrivene slamom, ili su rađene od ćerpiča. Ponekad se može vidjeti i kuća s prozorom, no u tom su slučaju veoma maleni. Stanište je ptrilokalno. Od obrta sačuvalo se tek košaraštvo. Za razliku od muške, ženska nošnja je tradicionalna, sastoji se od huipila (duge bluze ili tunike). Uobičajen je compadrazgo, običaj fiktivnog srodstva raširen među domorocima Mezoamerike. Chinanteki su po vjeri rimokatolici sa sinkretističkim elementima. Služe se s 13 različitih chinantec jezicima.
Zemlju Chinanteca (Chinantla) sačinjavaju 14 općina, to su: San Juan Bautista Tlacoatzintepec, San Pedro Sochiapan, Ayotzintepec, San Felipe Asila, San José Chiltepec, San Lucas Ojitlán, Santa María Jacatepec, San Juan Bautista Valle Nacional, San Juan Lalana, San Juan Petlapa, Santiago Jocotepec, San Pedro Quiotepec, San Pedro Yolox i Santiago Comaltepec.

## Vanjske poveznice
- Chinantecos  Arhivirana inačica izvorne stranice od 20. siječnja 2008. (Wayback Machine)